# 貞兼一
貞兼 一（さだかね はじめ、1911年（明治44年）7月3日 - 没年不明）は、日本の政治家、元山口県議会議長。山口県光市出身。

## 略歴
山口県熊毛郡島田村立島田高等小学校を経て、1929年（昭和4年）私立周東中学校（現・柳井学園高等学校）卒。1952年（昭和27年）貞兼建設株式会社を設立し、取締役社長となる。1955年（昭和30年）貞兼運輸株式会社取締役社長に就任。1972年（昭和47年）光市バレーボール協会会長。1973年（昭和48年）山口県議会副議長。1976年（昭和51年）自由民主党山口県支部連合会総務会長。1977年（昭和52年）山口県ダンプカー協会会長、光市剣道連盟会長。1979年（昭和54年）山口県議会議長。1980年（昭和55年）全国都道府県議会議長会副会長。1981年（昭和56年）㈱中須ゴルフ倶楽部理事長。1987年（昭和62年）自由民主党山口県支部連合会副会長。1990年（平成2年）自由民主党山口県支部連合会会長代行。1991年（平成3年）山口県自家用自動車協会会長、自由民主党山口県支部連合会常任顧問。
このほか、エフエム山口取締役、山口県柔道協会副会長、光市柔道協会、同アーチェリー連盟会長、同ソフトボール協会顧問、山口県猟友会会長を務めた。

### 選挙歴
- 1947年　光市議会議員（定数30）当選、1期目
- 1951年　光市議会議員（定数30）当選、2期目
- 1954年　光市議会議員（定数30）当選、3期目
- 1955年　山口県議会議員（光市区、定数1）落選
- 1959年　山口県議会議員（光市区、定数1）当選、1期目
- 1963年　山口県議会議員（光市区、定数1）当選、2期目
- 1967年　山口県議会議員（光市区、定数1）当選、3期目
- 1971年　山口県議会議員（光市区、定数1）当選、4期目
- 1975年　山口県議会議員（光市区、定数2）当選、5期目
- 1979年　山口県議会議員（光市区、定数2）当選、6期目
- 1983年　山口県議会議員（光市区、定数2）当選、7期目
- 1987年　山口県議会議員（光市区、定数2）当選、8期目
- 1991年　山口県議会議員（光市区、定数2）当選、9期目

## 栄典
- 1977年 - 自治大臣表彰受賞
- 1994年 - 自治大臣感謝状受賞
- 1995年 - 勲三等旭日中綬章受章

## 政党
- 一貫して自由民主党に所属した。同党光支部長などを務めた[1]。

## 備考
- 2003年～2007年に県議会議員を一期務めた貞兼康伸は親戚。